# Pyroclastisch schild

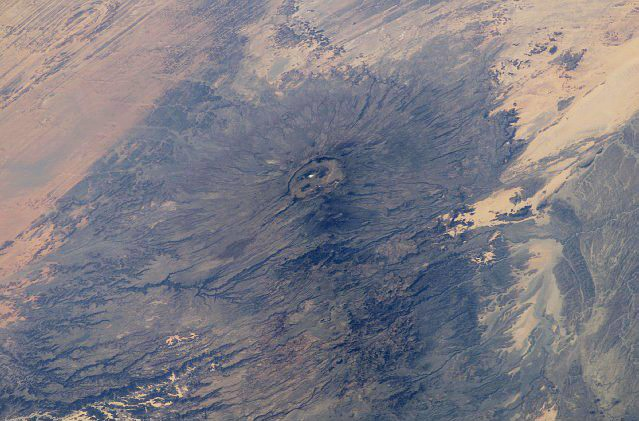
Emi Koussi gezien vanuit het Internationaal ruimtestation ISS

Een pyroclastisch schild of ignimbrieten schild is in de vulkanologie een zeldzame vorm van schildvulkanen. In tegenstelling tot de meeste schildvulkanen, zijn pyroclastische schilden meestal gevormd door pyroclastische en zeer explosieve uitbarstingen en niet door de uitstoot van relatief vloeistofachtige basaltlava uit spleetvulkanen. Ze kenmerken zich door hellingen met een lage hellingshoek en hebben weinig of geen centrale instortingen, hoewel een ondiepe doorzakking in het schild gewoonlijk wel wordt waargenomen. De lava wordt vaak geëxtrudeerd nadat de explosieve activiteit beëindigd is. Het gebrek aan bijbehorende Pliniaanse afzettingen geeft aan dat pyroclastische schilden worden gekenmerkt door lage Pliniaanse kolommen. 
Pyroclastische schilden zijn algemeen voorkomend in de centrale Andes van Zuid-Amerika, maar ook in Melanesië (het eiland Bougainville heeft er twee). Er zijn ook pyroclastische schilden in Afrika, zoals de vulkaan Emi Koussi in Tsjaad.

## Voorbeelden
- Ambrym, Vanuatu
- Apoyeque, Nicaragua
- Masaya, Nicaragua
- Billy Mitchell, Bougainville, Papoea-Nieuw-Guinea
- Emi Koussi, Tsjaad
- Loloru, Bougainville, Papoea-Nieuw-Guinea
- Purico Complex, Chili
- Rabaul caldera, Papoea-Nieuw-Guinea
- Sacabaya, Bolivia
- Tata Sabaya, Bolivia